# Richland Center, Wisconsin
Richland Center là một thành phố thuộc quận Richland, tiểu bang Wisconsin, Hoa Kỳ. Năm 2000, dân số của thành phố này là 5114 người.